# 子育てサークル
子育てサークル（こそだてサークル）は、親同士が子育てに関する情報交換や相互協力を、また子どもにとっては友達作りなどを行うサークル。育児サークルという呼称も使われる。大抵の場合、居住地区が近い親同士によって構成されることが多い。從來は自然発生的にグループが形成され、育児雑誌や地域に配布される情報誌、タウン誌などに活動内容が紹介されたり、仲間募集の掲示がされたりして、成長していくものであったが、近年、育児不安や親の孤立、その延長線上での児童虐待などが社会問題化し、子育てサークルが親の孤立を防止するためには有効と考えられるようになり、地域子育て支援センターなどが積極的に子育てサークルを育成、運営し、拠点の提供も図るようになってきた。